# 1984 (1984)
1984 ist eine Verfilmung der gleichnamigen 1948 entstandenen und 1949 erschienenen Dystopie von George Orwell. Sie wurde im „Orwell-Jahr“ 1984 von Michael Radford mit John Hurt in der Hauptrolle gedreht. Diese Filmversion wurde für ihre Vorlagentreue gelobt, die auch auf Orwells Erben zurückging, die mit der freieren Filmversion von 1956 nicht einverstanden waren. Die Rolle des O’Brien war die letzte Filmrolle Richard Burtons, dem der Film gewidmet ist.

## Handlung
London ist Hauptstadt des „Luftstützpunkts Nr. 1“ (vormals England) des Reiches Ozeanien, das ständig im Krieg mit den Mächten Ostasien oder Eurasien ist. Beherrscht wird das Reich von der „Partei“, geleitet vom Großen Bruder, um den ein allgegenwärtiger Personenkult betrieben wird. Alle Bürger werden auf ihre Treue zum System überwacht. 
Winston Smith ist ein Mitglied der Äußeren Partei und arbeitet für das Ministerium für Wahrheit, das Nachrichten und Informationen nach den Vorgaben der Regierenden zu Gunsten der „Partei“ verdreht. Er beginnt eines Tages, am System zu zweifeln und schreibt ein Tagebuch, später wird auch der Satz „Freiheit ist die Freiheit zu sagen, dass 2 und 2 gleich vier ist“ niedergeschrieben. Damit begeht er ein Gedankenverbrechen. Heimlich trifft er sich mit der Parteigenossin Julia. Er tut sich mit dem Parteifunktionär O’Brien zusammen, einem Mitglied der „Inneren Partei“ und angeblichem Oppositionellen. Dieser übergibt Winston das verbotene Buch von Emmanuel Goldstein, der allgemein als Erzverräter und Drahtzieher jedes systemkritischen Gedankens gesehen wird. Das Buch klärt ihn über das wahre Wesen der ozeanischen Gesellschaft sowie des Krieges auf. 
Als Smith und Julia vom Vermieter des Zimmers, in dem sie sich heimlich zum Sex treffen, verraten werden, stellt sich heraus, dass O’Brien in Wahrheit ein Gedankenpolizist ist, der Kritiker des Systems aufspüren soll. Sogar Goldsteins Buch stellt sich als ein teilweise von O’Brien selbst verfasster Köder für Gedankenverbrecher heraus. Winston widersteht zunächst der Folter der Gedankenpolizisten; erst als man ihn seiner schlimmsten Angst (in Raum 101 erwartet jeden Menschen seine schlimmste Angst) – der vor Ratten – aussetzt, verrät er Julia und nimmt das „Doppeldenk“ vollständig an – die psychologische Technik, alle neuen Lügen der Partei zu glauben und jede diesen widersprechende Erinnerung, egal ob Wahrheit oder vorangegangene Lüge, zu vergessen. 
Er wird freigelassen und vegetiert im Café Chastain vor sich hin. Die Begegnung mit Julia dort scheint ihn nicht im Geringsten zu berühren und über eine eintreffende Meldung bezüglich eines Kriegserfolges freut er sich zu Tränen und gesteht sich ein, dass er den Großen Bruder liebt, was erneut den Erfolg der Gehirnwäsche durch O’Brien und das System verdeutlicht.

## Hintergrund

### Produktion
Der Film entstand zwischen April und Juli 1984 an Originalschauplätzen in London sowie den Shepperton Studios, Surrey. Für die kontrastreiche, grobkörnige Wirkung der Filmbilder wurde das Verfahren der Bleichauslassung angewendet.

### Filmmusik
Nachdem David Bowie nicht zur Verfügung stand, beauftragten die Verantwortlichen von Virgin Films Annie Lennox und Dave Stewart von der britischen Band Eurythmics. Innerhalb von 20 Tagen nahmen die Eurythmics in den Compass Point Studios in Nassau (Bahamas) die Musik für den Film und den Rest des Albums auf. Im August 1984 beauftragte der Regisseur Radford angesichts des nahenden Fertigstellungstermins für den Film den Komponisten Dominic Muldowney, eine klassische Filmmusik zu komponieren. Er war nicht darüber informiert worden, wie weit die Eurythmics mit ihrer Arbeit waren und wusste daher nicht, dass bereits ein fertiger Soundtrack existierte. 
Angesichts zweier vollständiger Filmmusiken entschieden der Produzent Simon Perry und der Regisseur Michael Radford, dass Muldowneys Musik besser zum Film passe als die poppige Variante der Eurythmics. Nach ihrer Auffassung ruiniere derartige Musik den Sinn des Films; Radford kritisierte, dass die Entscheidung für die Eurythmics weder kommerziell noch künstlerisch begründet gewesen sei. Die Fassung, die bei der Filmpremiere gezeigt wurde, enthielt lediglich fünfzehn Sekunden der Musik der Eurythmics, im Übrigen waren ausschließlich Muldowneys Kompositionen zu hören.
Das Management der Eurythmics forderte daraufhin, dass der Film mehr von der Musik der Gruppe enthalten müsse. Virgin Films als Finanzier entschied daraufhin, den Film kurze Zeit nach der Premiere aus den Kinos zu nehmen und ihn in einer Fassung neu zu veröffentlichen, deren Musik zum überwiegenden Teil von den Eurythmics stammte. Zum Eklat kam es bei der Verleihung des Evening Standard British Film Award für 1984 als „Bester Film des Jahres“. In seiner Dankesrede griff der Regisseur Radford sowohl Virgin Films als auch die Eurythmics an und warf der Gruppe vor, dass sie sich „eingemischt“ habe und dass „ihre Musik nicht gut genug für den Film“ gewesen sei. Daraufhin sahen sich die Eurythmics gezwungen, ihre Sicht der Dinge in einer Pressemitteilung darzulegen, in der sie Radfords Äußerungen als rufschädigend zurückwiesen.
Als Ergebnis dieser Kontroverse erschienen zwei Versionen des Films, eine Kinofassung mit der Musik der Eurythmics und ein Director’s Cut, der mehr von der orchestralen Musik Muldowneys beinhaltete. Das Album selber wurde im November 1984 nicht als offizieller Filmsoundtrack veröffentlicht, sondern erschien wie ein reguläres Studioalbum mit dem Vermerk „Music derived from Eurythmics’ original score of the motion picture 1984“ („Musik aus der Originalmusik der Eurythmics zum Spielfilm 1984“).
Aus dem Soundtrack der Eurythmics, als Album erschienen unter dem Titel 1984 (For the Love of Big Brother), schaffte es der Titel Sex Crime in den Abspann.

### Trivia
Richard Burton erlebte die Premiere des Films am 10. Oktober 1984 nicht mehr; er starb am 5. August. Der deutsche Kinostart war am 9. November 1984.

## Kritiken
„Werkgetreue Neuverfilmung des Romans von George Orwell, die hart und direkt mit den Schockeffekten der Vorlage die Vision eines totalitären Überwachungsstaates entfaltet, zugleich aber auch Ästhetik und Lebensgefühl der englischen Nachkriegsgesellschaft im Entstehungsjahr des Romans (1948) heraufbeschwört. – Sehenswert.“

„Das 1984 des Films scheint wie ein Jahr, in dem man durch den Zeittunnel ankommt, eine alternative Realität erstellt aus alten Radioröhren und zerschmissener Büroeinrichtung. Es findet sich keine Requisite, die man nicht auf dem Schrottplatz kaufen könnte, doch das optische Ergebnis ist schaurig: Orwells Held, Winston Smith, lebt in einer Welt der düsteren und erdrückenden Unmenschlichkeit, der zerbombten Fabriken, verwanzten Schlafzimmer, der einfachsten Freuden entwöhnten Bevölkerung. […Der Film] sieht aus, fühlt sich an und riecht und schmeckt fast wie Orwells kahle und zornige Vision.“

## Auszeichnungen
Der Film war 1985 für einen British Academy Film Award in der Kategorie Bestes Szenenbild nominiert, konnte sich aber nicht gegen Roland Joffés Oscar-nominiertes The Killing Fields – Schreiendes Land durchsetzen.
Bei den Evening Standard British Film Awards des Jahres 1985 erhielt 1984 die Auszeichnungen für Bester Film und Bester Hauptdarsteller (John Hurt).
John Hurt wurde beim Fantasporto, einem Preis für Fantasy-Filme, als Bester Darsteller ausgezeichnet. Der Film selbst war als Bester Film nominiert. Hurt wurde, gemeinsam mit Richard Burton, außerdem beim spanischen Valladolid International Film Festival ausgezeichnet.
Die Filmbewertungsstelle Wiesbaden vergab das Prädikat „besonders wertvoll“. 1984 erhielt er auf dem International Istanbul Film Festival die Goldene Tulpe.